# حمى القطن

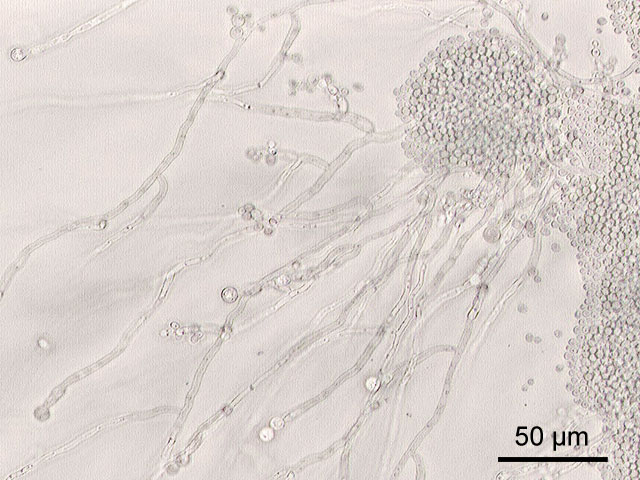

حمى القطن هي حالة غالبًا ما ترتبط بتعاطي المخدرات عن طريق الحقن الوريدي، وتحديدا مع استخدام القطن لتصفية الأدوية مثل الهيروين. وقد ثبت أن هذه الحالة تنشأ نتيجةً لافراز سم من أحد أنواع البكتريا تسمى بانتويا أغلوميرانز التي تستعمر نباتات القطن، وليس من القطن نفسه. ووصفت حالة مشابهة لحمى القطن في أوائل الأربعينيات بين عمال القطن المزارعين. وقد اصطلح مصطلح حمى القطن في عام 1975 بعد ملاحظتها بين متعاطي المخدرات عن طريق الوريد. ومع ذلك، عزت بعض المصادر أعراض حمى القطن مع الإنتان الناجم عن ممارسات حقن المخدرات غير المأمونة وغير الصحية. وهذا ما يؤكده أن أعراض حمى القطن وقعت بين جميع مستخدمي المخدرات عن طريق الحقن الوريدي، مع استخدام مواد تصفية مختلفة .

## الأعراض والعلامات الطبية
عادةً ما تظهر علامات وأعراض حمى القطن في غضون 22 دقيقة بعد الحقن، ولكنها قد تظهر تدريجيًا على مدى بضع ساعات بالإضافة إلى الحمى، فإنها قد تشمل الصداع، والشعور بالضيق، والقشعريرة، والغثيان، وآلام العضلات، والخمول، وآلام الظهر وآلام الكلى، والهزات، والقلق، وضيق التنفس، وعدم انتظام دقات القلب. عادةَ ما تصل الحمى نفسها إلى 38.5-40.3 درجة مئوية (101.3-104.5 درجة فهرنهايت) خلال بداية الحمى كما تشيع القشعريرة المتطرفة والرعاش الذي لايمكن السيطرة عليه. تشبه أعراض حمى القطن أعراض الإنتان، ويمكن تشخيص المرضى في البداية عند دخول المستشفى.

## العلاج
نادرًا ما تحتاج حمى القطن إلى علاج طبي، ولكن في بعض الأحيان يكون هناك ما يتطلب التدخل العلاجي إذا لم تظهر الحمى العالية في غضون ساعات قليلة من. وعادةً ما تنخفض الحمى في غضون يوم واحد. يساعد الاستحمام في حمام دافئ جنبًا إلى جنب مع خافض درجة الحرارة الحمى من التخفيف من هذه الأعراض. يمكن علاج الحالات الشديدة (وخاصة الحالات طويلة الأمد) بالمضادات الحيوية.